# Most Widawski
Most Widawski – most stanowiący przeprawę nad rzeką Widawa, położony we Wrocławiu na osiedlu Widawa. Most zlokalizowany jest w ciągu ulicy Sułowskiej, prowadzącej z Wrocławia na północ, w stronę Trzebnicy. Do 22 grudnia 2017 roku znajdował się w ciągu drogi krajowej nr 5 i trasy europejskiej E261, które poprowadzono nowym śladem w kierunku Poznania. Wybudowany został w 1951 roku. Prowadzi na wyspę utworzoną przez ramiona rzeki. Kolejna niewielka przeprawa, na tzw. Starej Widawie, znajduje się już w miejscowości Psary. Obok istniejącego dziś mostu drogowego, pozostały przyczółki na których oparty był most kolei wąskotorowej Wrocław–Trzebnica.
W rejonie współczesnego mostu znacznie wcześniej istniała drewniana przeprawa mostowa. Od roku 1266 na moście tym pobierano opłaty celne na rzecz księcia Władysława arcybiskupa Salzburga, po jego śmierci na rzecz Henryka III Białego, później dla Henryka IV Prawego.
Dopuszczalna masa pojazdu 30 t.
Most wykonany został jako konstrukcja z jednym przęsłem o dwuprzegubowym ustroju nośnym, łukowy ze ściągiem. Wykonany został w technologii żelbetowej. Nawierzchnia mostu bitumiczna.
W latach 2012–2017 przeprowadzono gruntowny remont obiektu. W czasie prac ruch odbywał się zbudowaną w pobliżu przeprawą tymczasową.
Od grudnia 2020 roku przeprawa znajduje się w ciągu drogi wojewódzkiej nr 359.